# Bandiera posteriore sinistra di Horqin
La bandiera posteriore sinistra di Horqin (科尔沁左翼后旗S, Kē'ěrqìn Zuǒyì HòuqíP) è una bandiera della Cina, appartenente alla regione autonoma della Mongolia Interna e amministrata dalla prefettura di Tongliao.